# Hanna Pakarinen
Hanna Pakarinen (Lappeenranta, 17 de abril de 1981) es una cantante finesa, ganadora de la primera edición de Idols de su país.

## Carrera
Antes de ganar el concurso de nuevos talentos Idols, formó parte de la banda Rained. Ganó el concurso con un apoyo masivo de la audiencia. En 2004 editó su primer disco que certificó Platino en Finlandia, When I Become Me, al que le siguió Stronger que fue disco de oro. En 2007 fue elegida para representar a Finlandia en el Festival de la Canción de Eurovisión 2007, que se celebró en Helsinki, con el tema Leave me alone quedando en el puesto 17º de 24 participantes.

## Discografía

### Álbumes
- "When I Become Me" (2004 - FIN #2)
- "Stronger" (2005 - FIN #2)
- "Lovers" (2007 - FIN #3)
- "Love in a million shades" (2009)
- "Paperimiehen tytär" (2010)
- "Olipa kerran elämä" (2013)
- "Synnyin, elän, kuolen" (2016)

### Singles
- Fearless(2004)
- Love is Like a Song(2004) FIN #1
- Kiss of Life (2005) FIN #4
- Stronger Without You (2005)
- Damn You" (2005)
- Go Go(2007)
- Leave Me Alone (2007) #8 SWE #122 UK
- Hard Luck Woman (2007)
- Black Ice" (2007)
- Make Believe (2008)
- Love in a million shades (2009)